# 24125 Sapphozoe
24125 Sapphozoe là một tiểu hành tinh vành đai chính với chu kỳ quỹ đạo là 1743.8377014 ngày (4.77 năm).
Nó được phát hiện ngày 3 tháng 11 năm 1999.